# Doncaster Rovers Belles Ladies Football Club
Doncaster Rovers Belles Ladies Football Club, anteriorment Doncaster Belles, és un club de futbol femení anglès que juga a la FA National Women's League, el tercer nivell del futbol femení a Anglaterra. El club juga a l'estadi Keepmoat de Doncaster, South Yorkshire.
Es tracta d'un dels clubs més famosos i reeixits del futbol femení anglès, sent un dels tres equips no londinencs que va guanyar la Divisió Nacional de la Lliga Premier de la FA, en 1992 i 1994. Fundada el 1969 per venedors de loteries a Belle Vue, la llar del Club de Futbol Doncaster Rovers, també han guanyat la FA Women's Cup sis vegades i han arribat a la final en altres set ocasions.